# 23722 Gulak
23722 Gulak là một tiểu hành tinh vành đai chính với chu kỳ quỹ đạo là 1256.0395002 ngày (3.44 năm).
Nó được phát hiện ngày 20 tháng 4 năm 1998.